# Кирилловка (Новосибирская область)
Кирилловка — деревня в Убинском районе Новосибирской области. Входит в состав Круглоозерного сельсовета.

## География
Площадь деревни — 71 гектаров.

## Население
| 2002 | 2007 | 2010 |
| ---- | ---- | ---- |
| 181  | ↘142 | ↗144 |

## Инфраструктура
В деревне по данным на 2007 год функционируют 1 учреждение здравоохранения и 1 учреждение образования.